# 不來梅縣區 (伊利諾伊州蘭道夫縣)
不來梅縣區（英語：Precincts (United States)）是位於美國伊利諾伊州蘭道夫縣的一個縣區。

## 地方資料
根據2010年美國人口普查的數據，不來梅縣區的面積為54.86平方千米，當中陸地面積為54.86平方千米，而水域面積為0.00平方千米。當地共有人口446人，而人口密度為每平方千米8.13人。